# Timeline (Film)
Timeline ist ein US-amerikanischer Science-Fiction-Film des Regisseurs Richard Donner aus dem Jahr 2003. Er ist eine Verfilmung des Romans Timeline von Michael Crichton aus dem Jahr 1999, weicht aber in wesentlichen Punkten der Handlung von der Romanvorlage ab.

## Handlung
Eine von Professor E. A. Johnston geleitete Gruppe von Archäologen führt in Frankreich Ausgrabungen an der mittelalterlichen Festung La Roque und den naheliegenden Klosterruinen durch. Sein Sohn Chris besucht ihn dort, obwohl ihn Geschichte eigentlich nicht wirklich interessiert, allerdings hegt er Gefühle für Kate Ericson, eine Assistentin seines Vaters, die diese allerdings nicht erwidert, obwohl sie ihn als Freund betrachtet. Ebenfalls bei den Ausgrabungen dabei sind François und Steven, Studenten des Professors. Während Kate an einer Treppe im Kloster arbeitet, gräbt André Marek einen Sarkophag aus, auf dem ein einohriger Ritter Hand in Hand mit seiner Lady abgebildet ist, was äußerst ungewöhnlich für jene Zeit ist.
Kurz nach Chris’ Ankunft reist Professor Johnston in die USA, um seinem Geldgeber Robert Doniger Fragen zu stellen, da dieser ungewöhnlich präzise Informationen über La Roque liefert. Drei Tage später finden Kate und André nach einem Deckeneinsturz in einem bis dahin versiegelten Klostergewölbe ein 600 Jahre altes Pergament, auf dem der Professor in einer Randnotiz um Hilfe bittet. Ebenso finden sie ein Brillenglas der Brille des Professors. Eine labortechnische Untersuchung bestätigt sowohl die Echtheit, als auch das Alter der Mitteilung.
Es stellt sich heraus, dass das Unternehmen ITC, das die Arbeiten fördert, Experimente im Bereich der Zeitreisen durchführt. ITC-Chef Robert Doniger berichtet, der Professor sei ins Jahr 1357 gereist und dort verschollen. Daraufhin beschließen Chris, Kate und André, auf eine Rettungsmission in die Vergangenheit zu reisen, François wird trotz seiner Angst überredet, als Dolmetscher mitzukommen, während Steven beschließt, im Kontrollzentrum zurückzubleiben. Die Gruppe wird von ITC-Sicherheitschef Frank Gordon, und seinen Mitarbeitern Gomez und Baretto angeführt und beschützt. Jeder von ihnen erhält einen speziellen Anhänger, einen so genannten Marker, der ihnen die Rückkehr in die Gegenwart ermöglicht, sobald sie ihn aktivieren. Dies muss allerdings binnen sechs Stunden geschehen, da sich nach Ablauf dieser Zeit das Wurmloch in die Vergangenheit wieder schließt.
Kurz nach ihrer Ankunft in Frankreich im Jahr 1357 werden sie jedoch in einem Wald von englischen Soldaten überrascht. Gomez wird von Sir de Kere erstochen, drei Pfeile treffen Baretto in die Brust. Trotz des Verbots, moderne Waffen einzusetzen, hat Baretto eine Granate dabei und versucht sie einzusetzen. Sterbend aktiviert er seinen Marker, wodurch er mitsamt der entsicherten Granate zurück in die Gegenwart reist. Die Explosion zerstört weite Teile des Kontrollzentrums, ein Wettlauf mit der Zeit beginnt, denn die Zeitmaschine muss repariert sein, ehe sich das Wurmloch für eine sichere Rückkehr schließt.
Die anderen können jedoch dank der Hilfe einer jungen Frau fliehen. Sie führt sie in das Dorf Castelgard in der Nähe der Festung La Roque. Dort angekommen, stellen sie fest, dass sie am Vorabend der legendären Schlacht um La Roque gelandet sind, in der die Franzosen die als uneinnehmbar geltende Festung nach dem Tod einer einzigen Frau, der französischen Lady Claire, in nur einer Nacht eroberten. Die Zeitreisenden versuchen, sich unter die Leute zu mischen, fallen allerdings auf, werden festgenommen und vor Lord Oliver, den englischen Befehlshaber, gebracht. Sie geben sich als Schotten aus, die ihren Meister – den Professor – suchen. Lord Oliver lässt François, den er für einen Spion hält, töten.
Die Gruppe findet in ihrem Gefängnis den von Lord Oliver inhaftierten Professor wieder, der ihnen erzählt, dass er nur noch lebt, weil er Lord Oliver eine Geheimwaffe, griechisches Feuer, im Mittelalter in Europa unbekannt, versprochen hat, wohlwissend dass es den Lauf der Geschichte dramatisch verändern würde, falls Oliver dadurch die Entscheidungsschlacht um die Festung gewinnen sollte. Kate kann durch das Strohdach fliehen und die anderen befreien. André beschließt, auch die junge Frau, die ebenfalls gefangen genommen wurde, zu befreien, und wird dabei von Sir de Kere entdeckt, der die Flucht auffliegen lässt. André verliert dadurch die anderen und flieht mit der jungen Frau. Auf der Flucht vor den Engländern stoßen sie auf französische Ritter, denen sie sich anschließen. Dabei stellt sich heraus, dass die junge Frau Lady Claire ist, deren späterer grausamer Tod den Fall La Roques wesentlich beschleunigte. Dieses Wissen stürzt André in eine Gewissenskrise, da er sich zu Lady Claire hingezogen fühlt, ihm aber bewusst ist, dass ihr Schicksal entscheidend ist für den Lauf der Geschichte. Lord Arnaut, der französische Befehlshaber und Claires Bruder, ist André dankbar und lässt ihn nur widerwillig ziehen, als dieser verkündet, seinen Freunden helfen zu müssen. Tatsächlich wird André kurz darauf auf dem Weg nach Castlegard von englischen Soldaten unter Sir de Kere gefangen genommen, und auch Claire kommt überraschend wieder in Gefangenschaft, womit ihr Schicksal wieder seinen Lauf nehmen kann.
In der Zwischenzeit sind der Professor und Frank Gordon ebenfalls erneut von den Engländern gefangen worden und müssen mit dem Tross hinauf zur Festung marschieren. Unterwegs stößt Sir de Kere zu den Gefangenen und gibt sich als ehemaliger ITC-Mitarbeiter William Decker zu erkennen, der ebenfalls in der Vergangenheit verschollen ging und nun im Gefolge Lord Olivers eine neue Heimat gefunden hat. Er tötet Gordon, weil er diesem die Schuld an seinem Schicksal gibt und zudem mehrere Versuche Donigers und Gordons, ihn töten zu lassen, überlebte. Er klärt Chris und den Professor auch über die bei Zeitreisen auftretenden körperlichen Veränderungen, sogenannte „Transkriptionsfehler“ auf, die mit jeder Reise zunehmen und irgendwann tödlich enden. Sir de Kere hat bereits so viele Reisen hinter sich, dass er eine weitere nicht überleben würde. Auch deshalb bleibt er in der Vergangenheit.
Chris und Kate, die der Gefangennahme knapp entgangen sind, versuchen unterdessen, den Professor zu retten und in die Festung zu gelangen. Da dies auf normalem Wege nicht möglich ist, will Kate den sagenumwobenen Tunnel hinauf zur Festung finden, der den Erzählungen nach im Kloster am Fuß des Festungsberges beginnt. Sie finden den Tunnel und Kate schickt einen der sichtlich verwirrten Mönche los, Lord Arnaut zu suchen. Währenddessen beginnt die Belagerung von La Roque, bei der sich die Franzosen und Engländer blutige Gefechte liefern. Dabei kommt es auch zum ersten „Vorführeinsatz“ der Geheimwaffe, wobei ein französischer Tribok mit einem Schuss in Brand gesetzt und zerstört wird.
Lord Arnaut erhält kurz darauf Kenntnis von der Entdeckung des Tunnels und bricht auf, um mit seinen Rittern die Festung durch diesen Tunnel zu infiltrieren. Chris und Kate haben indes das Ende des Tunnels erreicht, der in einer Sackgasse endet, was den einige Zeit später hinzustoßenden Arnaut in rasende Wut versetzt, da er sich in eine Falle gelockt wähnt.
In der Festung überschlagen sich indes die Ereignisse – Professor Johnston hat große Mengen des extrem entzündlichen griechischen Feuers hergestellt, als Lord Oliver Lady Claire auf die Zinnen führen lässt und verkündet, sie – wie geschichtlich überliefert – an die Zinnen zu binden, um ihren Bruder zur Aufgabe zu bewegen. André beschließt, dass „die Geschichte sich heute Nacht ändern wird“, und droht Lord Oliver, den Bergfried, in dem sich die Vorräte an griechischem Feuer befinden, in die Luft zu sprengen, sollte Lady Claire nicht freikommen. Als Sir de Kere Anstalten macht, ihn anzugreifen, entzündet André das griechische Feuer, die Explosion wirft die englischen Soldaten von den Zinnen und die Franzosen nutzen die Verwirrung und greifen mit aller Macht an. Außerdem wird der blockierte Tunnelausgang freigelegt, was Lord Arnaut und seinen Soldaten den Zugang zur Festung ermöglicht.
Im folgenden Kampf öffnen Kate und der Professor die Tore der Festung, was den Fall La Roques ermöglicht, Lord Oliver wird von Arnaut erschlagen und André liefert sich einen Kampf mit Sir de Kere, bei dem er ein Ohr verliert. André erschließt sich dadurch die geschichtliche Bedeutung und mit den Worten „Ich bin es!“ streckt er Sir de Kere nieder. Unmittelbar danach fällt ihm Claire, die sich längst in ihn verliebt hat, in die Arme. Als Chris ihn ruft und auffordert, mit ihnen zu kommen, da ihnen nur noch Minuten für die Rückkehr bleiben, fordert André ihn auf, ohne ihn zu gehen, denn „er sei zuhause“. Mit dem letzten verbliebenen Marker (die anderen gingen verloren oder wurden zerstört) gelingt es Chris, Kate und dem Professor, die Rückholsequenz zu starten.
In der Gegenwart ist es gelungen, die Maschine notdürftig zu reparieren, aber die Spulen arbeiten nur mit eingeschränkter Leistung. Doniger hält einen Transit unter diesen Umständen für zu gefährlich und will die Maschine abschalten, um das Projekt zu retten. Als er sich auf der Plattform befindet, aktiviert sich die Maschine und Doniger wird in die Vergangenheit geschickt, wo er unmittelbar nach seiner Ankunft getötet wird. Zeitgleich gelingt die Rückkehr der drei verbliebenen Zeitreisenden.
Einige Zeit später, nach der Rückkehr an die Ausgrabungsstelle, legt Kate den Sarkophag frei, und sie erkennen, dass die Geschichte sich nur in Nuancen, aber nicht generell ändern lässt und bis auf eine kleine Änderung alles so passiert ist, wie es sollte: An dem Sarkophag ist eine Inschrift befestigt, die besagt, dass in diesem Sarkophag André Marek († 1382), der Herr von La Roque, und Vater seiner Kinder François, Catherine und Christophé – gleich den Vornamen seiner Freunde aus der Gegenwart – mit seiner geliebten Frau Lady Claire ruht. Chris stellt fest, dass André sein Leben gelebt hat; und er und Kate, mit der er während der Zeitreise doch zusammengekommen ist, fassen sich an den Händen.

## Hintergrund
Der Film wurde im kanadischen Harrington, Mascouche, Terrebonne und Montreal, in Los Angeles und Las Vegas sowie in Prag gedreht. Die Dreharbeiten begannen am 8. April 2002 und endeten im Juli 2002. Die Produktionskosten betrugen etwa 80 Millionen US-Dollar. Ursprünglich war geplant, den Film im Herbst 2002, spätestens aber im April 2003 zu veröffentlichen. Aufgrund schlechter Ergebnisse bei Testvorführungen wurde der Film jedoch zunächst mehrfach umgeschnitten. Der Film feierte schließlich am 19. November 2003 in den USA seine Premiere. Der Film lief in den US-amerikanischen Kinos am 27. November 2003 an. Am 11. März 2004 erschien der Film in den deutschen Kinos. In der Schweiz war der Film im Kino ab dem 18. März 2004 zu sehen. Ab dem 30. April 2004 lief der Film in den österreichischen Kinos. Das Einspielergebnis in den Kinos der USA betrug knapp 19,5 Millionen US-Dollar. In Italien wurden 2,2 Millionen EUR eingespielt, in Spanien 1,47 Millionen EUR. Weltweit beliefen sich die Einnahmen auf umgerechnet über 43,9 Millionen US-Dollar.
Die Schlacht von Castlegard folgt zwar keinen historischen Ereignissen, dennoch besuchte die Filmcrew mehrere europäische Burgen des späten 14. Jahrhunderts, um die Burg und die umliegenden Dörfer möglichst realistisch darzustellen. Für die Kampfszenen wurde auf Laiendarsteller der Mittelalterszene zurückgegriffen. In zwei Szenen ist auf dem Schild eines französischen Ritters das Wappen Québecs zu sehen, da diese Szenen, wie auch alle anderen Szenen, die im 14. Jahrhundert spielen, in Kanada gedreht wurden. Obwohl Deutschland im Hundertjährigen Krieg zwischen England und Frankreich nicht beteiligt war, sind britische Ritter mit Schilden zu sehen, die ein deutsches Adler-Wappen tragen.
David Thewlis und Anna Friel lernten sich am Set des Films kennen und waren bis 2010 ein Paar. Pierce Brosnan lehnte die Rolle des André Marek ab, bevor diese an Gerard Butler vergeben wurde.

## Soundtrack
Der Filmkomponist Jerry Goldsmith wurde für den Soundtrack engagiert. Nachdem der Film aber mehrfach umgeschnitten wurde und die Musik immer wieder neu angepasst werden musste, schied Goldsmith aus gesundheitlichen Gründen vor der endgültigen Version aus und wurde durch Brian Tyler ersetzt. Goldsmith’ Musik ist auf CD erhältlich.
Der Soundtrack erschien am 8. März 2004 und enthält 20 Musiktitel mit einer Gesamtspielzeit von 45:29 Minuten.
| Nr. | Interpret                     | Titel                    | Dauer |
| --- | ----------------------------- | ------------------------ | ----- |
| 1   | Brian Tyler                   | Main Title From Timeline | 2:14  |
| 2   | The Hollywood Studio Symphony | Galvanize The Troops     | 0:45  |
| 3   | The Hollywood Studio Symphony | Battle Of La Roque       | 4:15  |
| 4   | The Hollywood Studio Symphony | Troops In The Fog        | 1:39  |
| 5   | The Hollywood Studio Symphony | Battalion                | 0:48  |
| 6   | Brian Tyler                   | 1357 France              | 2:54  |
| 7   | Brian Tyler                   | Enter The Wormhole       | 2:49  |
| 8   | Brian Tyler                   | Timeline                 | 1:29  |
| 9   | Brian Tyler                   | Lady Claire & Marek      | 1:39  |
| 10  | Ost                           | Night Arrows             | 2:52  |
| 11  | The Hollywood Studio Symphony | Transcription Errors     | 2:05  |
| 12  | Brian Tyler                   | Storming The Castle      | 4:12  |
| 13  | The Hollywood Studio Symphony | Battlefield Revealed     | 1:07  |
| 14  | The Hollywood Studio Symphony | Interruptus              | 2:52  |
| 15  | Ost                           | Mysterioso               | 2:47  |
| 16  | The Hollywood Studio Symphony | Eternal                  | 2:25  |
| 17  | Brian Tyler                   | Village Burned           | 1:18  |
| 18  | The Hollywood Studio Symphony | Descent                  | 2:44  |
| 19  | Ost                           | History Will Change      | 2:12  |
| 20  | The Hollywood Studio Symphony | Past & Present           | 2:23  |

## Deutsche Synchronfassung
| Darsteller        | Deutscher Sprecher        | Rolle                              |
| ----------------- | ------------------------- | ---------------------------------- |
| Paul Walker       | David Nathan              | Chris Johnston                     |
| Frances O’Connor  | Ulrike Stürzbecher        | Kate Ericson                       |
| Gerard Butler     | Nicolas Böll              | Andre Marek                        |
| Anna Friel        | Betty la Gachette         | Lady Claire                        |
| Billy Connolly    | Reinhard Kuhnert          | Prof. E.A. Johnston                |
| David Thewlis     | Udo Schenk                | Robert Doniger                     |
| Neal McDonough    | Peter Flechtner           | Frank Gordon                       |
| Matt Craven       | Hans-Jürgen Dittberner    | Steven Kramer                      |
| Ethan Embry       | Markus Pfeiffer           | Josh Stern                         |
| Michael Sheen     | Torsten Michaelis         | König Oliver                       |
| Rossif Sutherland | Aloysius Itoka            | François Dontelle                  |
| Patrick Sabongui  | Sebastian Christoph Jacob | Jimmy Gomez                        |
| Lambert Wilson    | Jeff Bay                  | Lord Arnaut                        |
| Danny Blanco Hall | Olaf Reichmann            | Sheriff                            |
| Marton Csokas     | Engelbert von Nordhausen  | Sir William De Kere/William Decker |

## Kritiken
Ed Park schrieb in der Village Voice vom 26. November 2003, dass das Drehbuch „ungehobelt“ („crudely“) geschrieben sei. Er kritisierte ebenfalls die Darstellungen.
Michael Wilmington schrieb in der Chicago Tribune, dass das Sehen des Films die meiste Zeit Spaß mache.
Das Lexikon des internationalen Films urteilte: „Blasse Darsteller, inhaltsleere Dialoge, eine auf äußere Bewegung und Kampfszenen reduzierte Handlung und mangelnde innere Logik prägen das enttäuschende Zeitreise- und Kriegs-Spektakel.“